# Katharina von Altenbockum

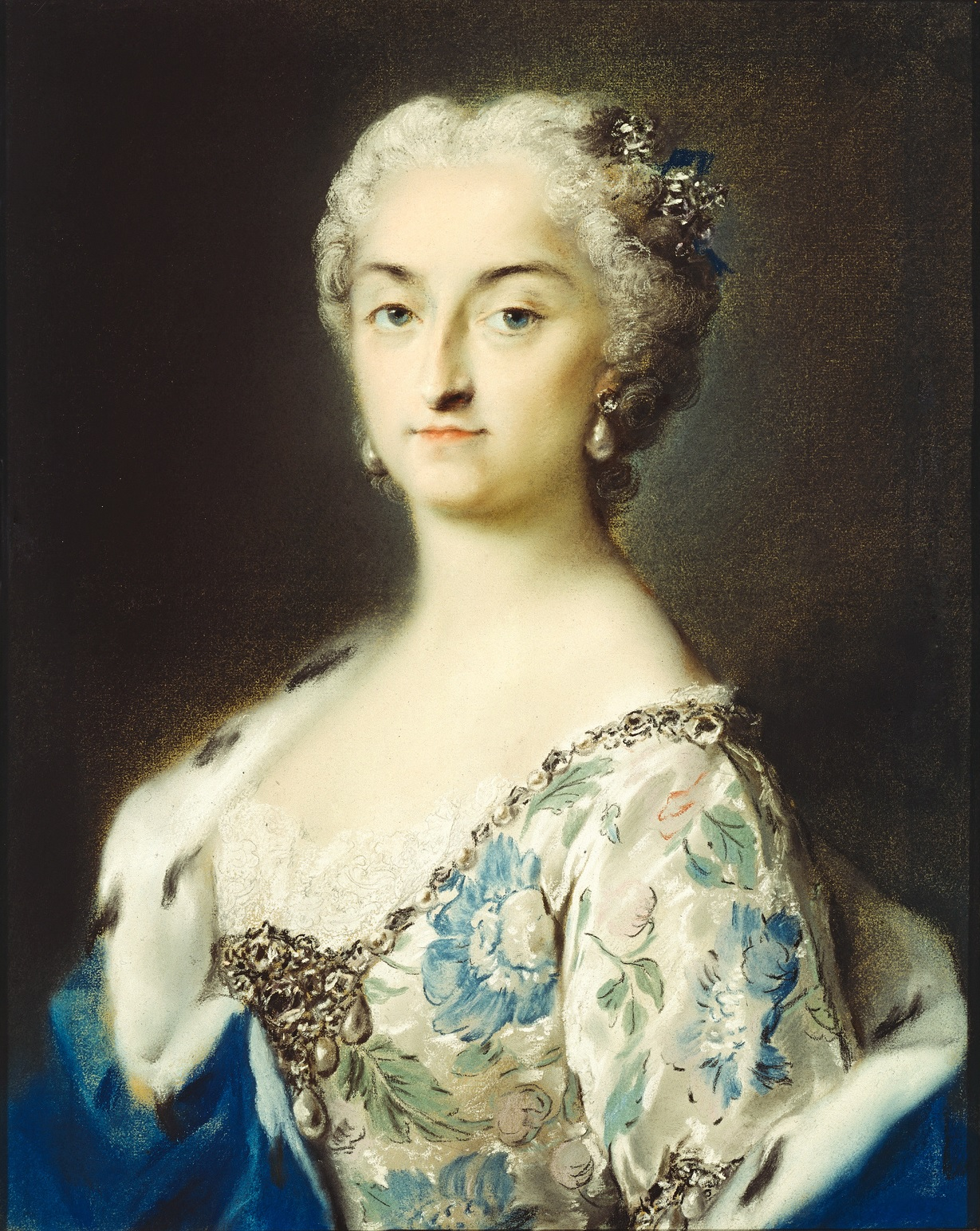
Ursula Katharina von Altenbockum, Reichsfürstin von Teschen; Pastellgemälde von Rosalba Carriera, heute in der Gemäldegalerie Alte Meister

Ursula Katharina von Altenbockum (* 25. November 1680 vermutlich in Warschau; † 4. Mai 1743 in Dresden) war eine Mätresse des polnischen Königs und sächsischen Kurfürsten August II., auf dessen Betreiben sie auch zur Reichsfürstin als Fürstin von Teschen erhoben wurde.

## Leben
Katharina von Altenbockum war die jüngere Tochter des litauischen Truchsessen Johann Heinrich von Altenbockum und seiner Gattin Konstantia Tekla Branicka, die aus Westfalen nach Polen eingewandert waren.
Als sie das damals als heiratsfähig angesehene Alter erreichte, wurde sie mit dem polnischen Kronoberkämmerer Fürst Jerzy Dominik Lubomirski vermählt. Die Lubomirskis zählten damals zu den einflussreichsten Familien des Wahlkönigreichs. So unterhielten sie verwandtschaftliche Beziehungen zum Kardinalsprimas Michael Stephan Radziejowski, dem Erzbischof von Gnesen, welcher nach dem Tod des polnischen Königs Johann III. Sobieski, bis zur Wahl eines neuen Königs der sogenannte Königsvertreter war. Der Papst schied diese „wenig glückliche Ehe“, was im katholischen Polen damals ein höchst außergewöhnliches Ereignis darstellte. Bereits vor der Jahrhundertwende wurde August II., König von Polen und Kurfürst von Sachsen, auf Katharina aufmerksam und soll sich ihre Beziehungen zum Kardinalsprimas zu Nutze gemacht haben.
Im Jahre 1700 wurde sie schließlich die offizielle Mätresse des Königs und damit die Nachfolgerin der Gräfin Maximiliane Hiserle von Chodau, die auch als Gräfin Esterle in die Geschichte einging. August II. nahm Katharina mit nach Kursachsen und führte sie in den Sächsischen Hofstaat ein. Die Dresdner Gesellschaft war von der schönen, charmanten und geistreichen Fürstin beeindruckt. Am 21. August 1704 gebar sie August einen Sohn, Johann Georg Chevalier de Saxe, benannt nach dem Vater des Kurfürsten.
Nur fünf Tage nach der Entbindung, am 26. August 1704, wurde sie durch Kaiser Leopold I. als Reichsfürstin von Teschen in den persönlichen Fürstenstand erhoben.
Im weiteren Verlauf des Jahres 1704 verebbte die Gunst des Königs und 1705 wurde Katharina durch eine  Liebesaffäre Augusts des Starken mit Anna Constantia von Hoym verdrängt, die spätere Gräfin Cosel, welche fortan ihre Stelle einnahm. Vom König gedemütigt und vom Dresdner Hof geächtet, zog sich die Fürstin zunächst auf ihren Landsitz nach Hoyerswerda zurück, den ihr August der Starke 1704 als Leihgabe für 250.000 geliehene Reichstaler übereignet und für den sie später die gesamten Rechte erhalten hatte. Sie förderte dort Handel und Handwerk des Städtchens und ließ Schloss Hoyerswerda im Barockstil umbauen. Später begab sie sich in ihre schlesische Residenz nach Breslau.
Jahre später, nachdem sie sich mit dem König ausgesöhnt hatte und ihre Konkurrentin verbannt worden war, kehrte sie nach Dresden zurück. Sie hatte ihren Stolz bezwungen und nahm jetzt am Hofe Augusts eine geachtete Stellung ein, nicht zuletzt weil ihr seinerzeit eine Beteiligung am Sturz des Großkanzlers Wolf Dietrich von Beichlingen zugeschrieben wurde.
Hier warb der zehn Jahre jüngere Prinz Friedrich Ludwig von Württemberg-Winnental um die Zuneigung der immer noch schönen Fürstin. Als Brautgeschenk kaufte er im Jahre 1721 das Barockschloss Neschwitz und ließ es umbauen. Schließlich gab Katharina seinem Werben nach. Sie heirateten am 22. Oktober 1722 heimlich und zogen im darauf folgenden Jahr in das Barockschloss Neschwitz ein, das zu ihrer Sommer- und Jagdresidenz wurde. Zwölf Jahre nach der Eheschließung, am 19. September 1734, fiel Friedrich Ludwig in der Schlacht bei Guastalla. Gemäß der Heiratsvereinbarung und gegen den Widerstand des Hauses Württemberg nahm Katharina Namen und Wappen ihres verstorbenen Mannes an, die sie bis zu ihrem Tod weiterführte.
Die Herrschaft Hoyerswerda trat sie im Jahre 1737 gegen eine Jahresrente von jährlich 18.000 Reichstalern für sich selbst und von ihrem Tode an von 6.000 Reichstalern für ihren Sohn an die kurfürstliche Kammer und somit an August III., den einzigen legitimen Sohn Augusts des Starken, ab. Im selben Jahr verkaufte sie ihre Besitzungen in Neschwitz an Aleksander Józef Sułkowski, den sächsisch-polnischen Außenminister des Königs.
Vom Hofgeschehen hatte sich die Reichsfürstin nach dem Tod Augusts des Starken 1733 vollständig zurückgezogen. Am 4. Mai 1743 verstarb sie im Alter von 62 Jahren in Dresden. Ihre sterblichen Überreste wurden in der Jesuitenkirche im böhmischen Leitmeritz beigesetzt.

## Film
- In der aufwändig produzierten DDR-Filmreihe Sachsens Glanz und Preußens Gloria wurde sie von Michèle Marian gespielt.